# Магурський покрив
Ма́гурський по́крив — геологічна структура Карпатської покривно-складчастої споруди. 
Розташована в межах Українських Карпат (в Закарпатській області). Простягається від українсько-словацького кордону до річки Латориці поблизу Сваляви. Має форму дуги завширшки до 7 км, обмеженої лініями насувів. На північному сході перективає Поркулецький покрив; поверхня насуву горизонтально-хвиляста, амплітуда його досягає 20 км, напрям — північний/північно-східний. На південному сході залягає під неогеновими ефузивами Вулканічного хребта. 
Магурський покрив складений крейдовим і палеоцен-еоценовим флішем. У рельєфі відповідає південно-західним схилам Полонинського хребта. 